# Рио-Ондо
Ри́о-О́ндо (исп. Río Hondo, англ. Hondo River; в верхнем течении — Ри́о-Асу́ль, исп. Río Azul) — пограничная река в Центральной Америке, протекает на востоке полуострова Юкатан. По значительной части проходит граница между Мексикой и Белизом. Начинается к западу от Уашактуна, верховья в Гватемале. Течёт в основном на северо-восток. Впадает в бухту Четумаль Карибского моря. Наряду с такими реками как Белиз и Нью-Ривер, Рио-Ондо является одной из крупнейших водных артерий Белиза.
Рио-Ондо имеет длину 209 км, площадь водосборного бассейна — 15075 км².
Рио-Ондо образуется при слиянии рек Рио-Асуль, истоки которой находятся в Петенском бассейне на территории Гватемалы, и Рио-Браво. Недалеко от слияния расположен населённый пункт Ла-Унион (Мексика). На реке также расположены мексиканские города Субтеньенте-Лопес и Четумаль, который является административным центром штата Кинтана-Роо.
Река упоминается в гимне Белиза.